# Exochorda
Genre
Classification phylogénétique
Exochorda (Les Exochordes) est un genre de plantes à fleurs de la famille des Rosacées originaires d'Asie centrale et orientale, particulièrement de Chine.
Nom chinois : 白鹃梅属

## Description
Les Exochordes sont des arbustes ou petits arbres aux feuilles alternes et caduques.
Les fleurs sont grandes, en racème terminaux, à cinq sépales, cinq pétales, quinze à trente étamines.
Les fruits, caractéristiques du genre, sont des capsules étoilées à cinq locules contenant une ou deux graines ailées.
Les espèces du genre comptent soit 2 n = 16 soit 2 n = 18 chromosomes.

## Distribution
Les Exochordes sont originaires d'Asie centrale et orientale.

## Liste des espèces
La liste des espèces est issue des index IPNI (The International Plant Names Index), du jardin botanique du Missouri (Tropicos) et The Plant List à la date de septembre 2012, avec une recherche bibliographique sur la bibliothèque numérique Biodiversity Heritage Library. Toutefois, une thèse de 1998 à l'Université de Wageningen réduit le genre à une seule espèce, toutes les autres étant des synonymes : cette position a été adoptée par l'index GRIN, position qui n'a pas été suivie ici comme par les jardins botaniques et les diffusions horticoles. Les espèces conservées dans le genre sont en caractères gras :
- Exochorda alberti Regel (1884) : voir Exochorda grandiflora var alberti (Regel) Asch. & Graebn.
- Exochorda davidiana Baill. (1869)
- Exochorda dentata Chenault ex Rehder (1926) : voir Exochorda racemosa var. dentata (Chenault ex Rehder) Rehder
- Exochorda giraldii Hesse (1908)
  - Exochorda giraldii var. tomentosa Wuzhi (1979)
  - Exochorda giraldii var. wilsonii (Rehder) Rehder (1914)
- Exochorda grandiflora (Hook.) Lindl. (1858) : voir Exochorda racemosa (Lindl.) Rehder - synonyme : Spirea grandiflora Hook. (homonyme illégal de Spirea grandiflora Sweet)[3]
  - Exochorda grandiflora var alberti (Regel) Asch. & Graebn. (1900) - position indéfinie en raison de la synonymie supposée de Exochorda grandiflora avec Exochorda racemosa
  - Exochorda grandiflora var. prostrata Schwer. (1903) : voir Exochorda racemosa f. prostrata (Schwer.) Rehder
- Exochorda korolkowii Lavall. (1880)
- Exochorda × macrantha C.K.Schneid. (1905) : hybride de Exochorda korolkowii et de Exochorda racemosa
- Exochorda racemosa (Lindl.) Rehder (1913)
  - Exochorda racemosa var. dentata (Chenault ex Rehder) Rehder (1926)
  - Exochorda racemosa subsp. giraldii (Hesse) F.Y.Gao & Maesen (1998) : voir Exochorda giraldii Hesse
  - Exochorda racemosa f. prostrata (Schwer.) Rehder (1949)
  - Exochorda racemosa var. prostrata (Schwer.) Rehder (1914) : voir Exochorda racemosa f. prostrata (Schwer.) Rehder
  - Exochorda racemosa subsp. serratifolia (S.Moore) F.Y.Gao & Maesen (1998) : voir Exochorda serratifolia S.Moore
  - Exochorda racemosa var. wilsonii Rehder (1913) : voir Exochorda giraldii var. wilsonii (Rehder) Rehder
- Exochorda serratifolia S.Moore (1878)
  - Exochorda serratifolia var. polytricha C.S.Zhu (1994)
- Exochorda tianschanica Gontsch. (1934)

## Historique et position taxinomique
En 1858, John Lindley décrit une première fois le genre, sur la base de Spirea grandiflora Hook. : il constate que le spécimen décrit par William Jackson Hooker, sur la base de la fleur uniquement, qui pouvait justifier le classement dans le genre Spirea, conduit à partir de son fruit, à créer un nouveau genre.
Alfred Rehder établit plusieurs synthèses du genre, notamment en 1913 en changeant l'espèce type par la synonymie de Exochorda grandiflora avec un exemplaire collecté par Fortune et décrit sous le nom de Amelanchier racemosa par John Lindley.
Une thèse de 1998 réduit le genre à une seule espèce.
Le genre est rangé dans la sous-famille des Spiraeoideae, tribu des Osmaronieae.